# Isaea montagui
Isaea montagui är en kräftdjursart som beskrevs av H. Milne-Edwards. Isaea montagui ingår i släktet Isaea och familjen Isaeidae. Inga underarter finns listade i Catalogue of Life.